# 荆家庄乡
荆家庄乡，是中华人民共和国河北省邢台市新河县下辖的一个乡镇级行政单位。

## 行政区划
荆家庄乡下辖以下地区：
荆家庄村、西杨家庄村、埝城村、平头楼村、闫仙庄村、贾家村、盖家村、小塔则口村、大塔则口村、南陈海村、中陈海村、北陈海村、小周家庄村、大周家庄村、西李家庄村、曹庄村、仙庄村、西小漳村和王府村。